# Jonathan dos Santos
Jonathan dos Santos Ramírez (* 26. April 1990 in Monterrey) ist ein mexikanischer Fußballspieler, der auch die spanische Staatsbürgerschaft besitzt. Der Mittelfeldspieler spielt für die LA Galaxy.

## Karriere

### FC Barcelona
Jonathan dos Santos begann seine Karriere in der Jugend des FC Barcelona. Zur Saison 2008/09 war Jonathan dos Santos Kapitän der A-Jugend des Vereins. In dieser Saison erlangte er außerdem die spanische Staatsbürgerschaft, wodurch es ihm möglich wurde, in der ersten Mannschaft zu spielen. Zur Saison 2009/10 berief ihn Luis Enrique ins Team von FC Barcelona B, der zweiten  Mannschaft des FC Barcelona. Am 15. August 2009 war er für das Supercopa-de-España-Spiel des FC Barcelona gegen Athletic Bilbao nominiert, kam aber nicht zum Einsatz. Sein erstes Spiel für Barcelona B bestritt er am 5. September 2009 gegen den RCD Mallorca B.
Sein erstes Pflichtspiel für die erste Mannschaft absolvierte Jonathan dos Santos am 28. Oktober 2009 im Pokalspiel gegen Cultural Leonesa, als er für Seydou Keita eingewechselt wurde. Am 2. Januar 2010 bestritt dos Santos sein erstes Ligaspiel für den FC Barcelona, als er beim 1:1 gegen den FC Villarreal in der Startelf stand.
Am 2. Juni 2010 verlängerte er seinen auslaufenden Vertrag bis zum Jahr 2012. Dieser Vertrag wurde am 24. November 2011 bis zum 30. Juni 2015 verlängert. Ab der Saison 2012/13 stand dos Santos im Kader der ersten Mannschaft.

### FC Villarreal
Nachdem sich dos Santos beim FC Barcelona nicht durchsetzen konnte und insgesamt zu nur 14 Einsätzen in der Primera División kam, wechselte er zur Saison 2014/15 zum FC Villarreal, bei dem zu diesem Zeitpunkt auch sein Bruder Giovani unter Vertrag stand. Er erhielt einen Fünfjahresvertrag bis zum 30. Juni 2019. Seine erste Ligapartie für Villarreal absolvierte er am 21. September 2014, als er beim 4:2-Heimerfolg seines Teams gegen Rayo Vallecano in der zweiten Halbzeit eingewechselt wurde. Sein erstes Tor gelang ihm am 21. Dezember 2014 beim 3:0-Sieg gegen Deportivo La Coruña mit dem 1:0-Führungstreffer.

### Nationalmannschaft
Für die mexikanische Nationalmannschaft absolvierte dos Santos bislang 18 Länderspiele, sein Debüt war am 29. September 2009 in einem Freundschaftsspiel gegen Kolumbien.
Am 2. Mai 2010 wurde dos Santos vom mexikanischen Nationaltrainer Javier Aguirre in den vorläufigen WM-Kader berufen. Bei der Bekanntgabe des endgültigen Kaders gehörte er jedoch zu den drei Spielern, die gestrichen wurden.
Ende Juni 2011 wurden dos Santos und sieben seiner Teamkollegen der mexikanischen U-22-Nationalmannschaft vom mexikanischen Verband für ein halbes Jahr gesperrt. Die bestraften Spieler sollen nach einem Länderspiel in einem Hotel in Quito mit Prostituierten verkehrt haben.
Im Juli 2015 nahm er mit Mexiko am CONCACAF Gold Cup 2015 teil, bei dem er alle 6 Spiele absolvierte. Mexiko gewann das Turnier nach einem 3:1-Finalsieg gegen Jamaika.

## Titel und Erfolge

### Verein
- FIFA-Klub-Weltmeisterschaft: 2009, 2011
- UEFA Champions League: 2011
- UEFA Super Cup: 2009, 2011
- Spanische Meisterschaft: 2010, 2011, 2013
- Supercopa de España: 2009

### Nationalmannschaft
- CONCACAF Gold Cup: 2015, 2019
- Vierter Platz beim FIFA-Konföderationen-Pokal 2017

## Sonstiges
Er ist der jüngere Bruder von Giovani dos Santos und der Sohn des ehemaligen brasilianischen Stürmers Geraldo Francisco dos Santos (1962–2021), der unter dem Kurznamen Zizinho bekannt ist. (Nicht zu verwechseln mit dem verstorbenen brasilianischen Nationalspieler Zizinho (1922–2002)).